# Cantó de Lo Mas d'Agenés
El cantó de Lo Mas d'Agenés és un cantó francès del departament d'Òlt i Garona, situat al districte de Marmanda. Té 9 municipis i el cap és Lo Mas d'Agenés.

## Municipis
- Calonjas
- Caumont de Garona
- Forcas de Garona
- Lagruèra
- Lo Mas d'Agenés
- Santa Marta
- Samazan
- Sénestis
- Vilaton

## Història
| Data d'elecció                           | Identitat            | Partit        | Qualitat |
| ---------------------------------------- | -------------------- | ------------- | -------- |
| 1961-1982                                | Hubert Ruffe         | PCF           |          |
| 1982-1988                                | Daniel Castaing      | PS            |          |
| 1988-2008                                | Jean-Louis Confolent | UDF           |          |
| 2008-                                    | Jean-Luc Barbe       | Divers gauche |          |
| les dades anteriors no són pas conegudes |                      |               |          |
|                                          |                      |               |          |

## Demografia
| 1962  | 1968  | 1975  | 1982  | 1990  | 1999  | 2006  |
| ----- | ----- | ----- | ----- | ----- | ----- | ----- |
| 5.296 | 5.612 | 5.222 | 5.347 | 5.568 | 5.741 | 6.074 |